# Артабан II
Артабан II (по-рано считан за III) е владетел на Партия от династията на Арсакидите. Управлява около 10/11 – 38 г.

## Управление
Член на източния Арсакидски клон близък с номадите дахи, Артабан II бил издигнат на трона от партските магнати които отхвърлили про-римски настроеният Вонон I. След оспорвана вътрешна война Артабан успява да се наложи в столицата Ктезифон, докато Вонон избягал при римляните. Новият владетел избил повечето арсакидски принцове, но предпочел да запази мира с Рим.
Управлението на Артабан II било белязано с множество бунтове на недоволните благородници и васали, както и с надигания на народите в Месопотамия. През 35 г. партският владетел прави неуспешни опити да наложи синовете си Аршак и Ород като царе на Армения, което едва не довежда до война с Рим. По същото време част от партските аристократи, недоволни от властта на Артабан II, се обърнали към римския император Тиберий с желание да изпрати при тях принц Тиридат, внук на Фраат IV, за да го издигнат за цар.
През 36 г. Артабан II бил свален и заедно с привържениците си бил принуден да избяга на изток, а Тиридат III заел трона. Той обаче се обявил за васал на римляните, с което загубил поддръжката на партите, а през 37 г. Артабан II се завърнал от Хиркания с армия от дахайски и скитски наемници и отново наложил властта си. Само година по-късно Артабан II бил изправен пред нов междуособен конфликт и намерил убежище при васалния му владетел на Адиабена, но починал преди да се възцари отново. Наследяват го синовете му Вардан и Готариз II между които започва война за трона.